# Alopecosa inquilina
Alopecosa inquilina este o specie de păianjeni din genul Alopecosa, familia Lycosidae. A fost descrisă pentru prima dată de Clerck, 1757. Conform Catalogue of Life specia Alopecosa inquilina nu are subspecii cunoscute.